# Nicktoons Polska
Nicktoons (Polska) – polskojęzyczna wersja amerykańskiego kanału dziecięcego Nicktoons emitowanego przez MTV Networks Polska. Oferta programowa przeznaczona jest przede wszystkim dla dzieci w wieku od 4 do 10 lat. Został uruchomiony 15 lutego 2018 roku, zastępując kanał Nickelodeon HD. Slogan stacji to Toons cię widzi, ty widź go też!.
Stacja emituje program 24 godziny na dobę. W ofercie programowej kanału znajdują się m.in.: SpongeBob Kanciastoporty, Wojownicze Żółwie Ninja, Harmidom.

## Aktualne
- Alvin i wiewiórki
- Awatar: Legenda Aanga
- Harmidom
- Koralowy obóz: Młodzieńcze lato SpongeBoba
- Kung Fu Panda: Legenda o niezwykłości
- Naj i Najka
- Opowieści Wojowniczych Żółwi Ninja
- Patryk Rozgwiazda Show
- Piekaczki
- Pingwiny z Madagaskaru
- Sanjay i Craig
- Sonic Prime
- Smerfy
- SpongeBob Kanciastoporty
- Transformers – Iskra Ziemi
- Wielkodomscy
- Wojownicze Żółwie Ninja
- Wróżkowie chrzestni
- Monster High

## Dawniej
- Bunsen, ty bestio!
- Dorg van Dango
- Dorwać Blake’a
- Fanboy i Chum Chum
- Henio Dzióbek
- Chomiki z chomiboru
- Jimmy Neutron: mały geniusz
- Legenda Isla Nublar
- Legenda Korry
- Lego City: Miasto przygód
- Mysticons
- Pełzaki
- Plecak Olliego
- Pocztowa Góra
- Potwory kontra Obcy
- Reksin (Serial)
- Rogata ekipa
- Świnia Koza Banan Robal
- Tęczowy Motylokotorożec
- Toon Marty
- Turbo Dudley – psi agent
- Witajcie w Wayne
- Wojownicze Żółwie Ninja: Ewolucja
- Wojowniczka i troll
- Zagroda według Otisa

## Dostępność
- Polsat Box – pozycja 171, 502 (HD)
- Platforma Canal+ – pozycja 160 (HD)
- Orange TV – pozycja 574 (HD)
- UPC – pozycja 669 (Mediabox), pozycja 608 (Horizon) (HD)
- Vectra – pozycja 804 (HD)
- Multimedia – pozycja 102 (HD)
- Netia – pozycja 113 (HD)
- Inea – pozycja 656 (HD)
- Jambox – pozycja 273 (HD)
- Play Now TV – pakiet podstawowy (HD)

## Historia
| Historia polskiego Nicktoons | |
| Rok                          | Szczegóły |
| 2018                         | 15 lutego o godzinie 10:00 Nickelodeon HD zmienił nazwę na Nicktoons Polska. Premiery kreskówek: Witajcie w Wayne; Toon Marty; Sanjay&Craig; Piekaczki; SpongeBob Kanciastoporty; Dorwać Blake'a; Mysticons;Jimmy Neutron Mały geniusz; Potwory Kontra obcy; Kung Fu Panda Legenda o niezwykłośći; Bunsen, ty bestio!; Henio Dzióbek; Świnia Koza Banan Robal; Wojownicze żółwie Ninja: Ewolucja; Pingwiny z Madagaskaru; Wojownicze żółwie ninja;Turbo Dudley: Psi agent; Zagroda według Otisa; Przygody Niebezpiecznego Henryka. Premiery filmów: Hej Arnold! Przygoda w dżungli |
| 2019                         | Premiery kreskówek: Wróżkowie chrzestni; Tęczowy Motylokotorożec; Harmidom. |
| 2020                         | Premiery kreskówek: Wielkodomscy; Lego City: Miasto przygód; Legenda Isla Nublar; Dorg van Dango; Plecak Olliego. Premiery filmów: Lego Jurassic World: Tajna wystawa |
| 2021                         | Premiery kreskówek: Rogata ekipa; Po prostu Kucek; Wojowniczka i troll; Smerfy; Pocztowa Góra; Koralowy obóz: Młodzieńcze lato SpongeBoba; Pełzaki. |
| 2022                         | Premiery kreskówek: Patryk Rozgwiazda Show; Natan Wspaniały; Transformers – Iskra Ziemi. |
| 2023                         | Premiery kreskówek: Naj i Najka; Sammy i Raj w pętli czasu; Monster High. |
| 2024                         | Premiery filmów: Nie czas szpiegować - Harmidom: Film |
| 2025                         | Premiery kreskówek: Chomiki z chomiboru, Super Chruper Króliki, Sonic Prime |